# Mühlberg (Drei Gleichen)
Mühlberg ist ein typisches Haufendorf im östlichen Landkreis Gotha in Thüringen. Zusammen mit Arnstadt und Großmonra ist es der älteste urkundlich erwähnte Ort Thüringens. Seit dem 1. Januar 2009 ist die ehemals selbständige Gemeinde ein Ortsteil der Landgemeinde Drei Gleichen.

## Geografie
Mühlberg liegt in Mittelthüringen am Südrand des Thüringer Beckens im Gebiet der Drei Gleichen auf einer Höhe von 290 m ü. NN auf halbem Weg zwischen Arnstadt und Gotha. Südlich des Ortes erhebt sich die durchschnittlich 450 Meter hoch gelegene Hochebene der Ohrdrufer Platte, die heute überwiegend als Truppenübungsplatz genutzt wird. Thüringer Becken und das Vorland des Thüringer Waldes werden durch die bei Mühlberg als zwei Höhenzüge sichtbare Eichenberg–Gotha–Saalfelder Störungszone abgegrenzt. Dies sind der Rhönberg und der Kaffberg mit dem Burghügel der Burg Gleichen sowie die Schlossleite, auf deren nordwestlichem Ende die Mühlburg errichtet wurde und die ihr Ende bei der Veste Wachsenburg in Holzhausen hat.
Mühlberg wird durchflossen vom Weidbach, der in früheren Jahrhunderten, verstärkt durch das Wasser des Mühlberger Spring, die Mühlen des Ortes betrieb. Er entsteht durch die dorfnahe Vereinigung der Bäche von Saugraben und Schnepfthal in der Gänseweide im Südwesten des Ortes und nimmt in der Ortsmitte den Burgbach auf, der im Nachbarort Röhrensee entspringt (Pferdebrunnen). Der Weidbach fließt um den Burgberg herum, an Sülzenbrücken vorbei und mündet in Neudietendorf in die Apfelstädt.

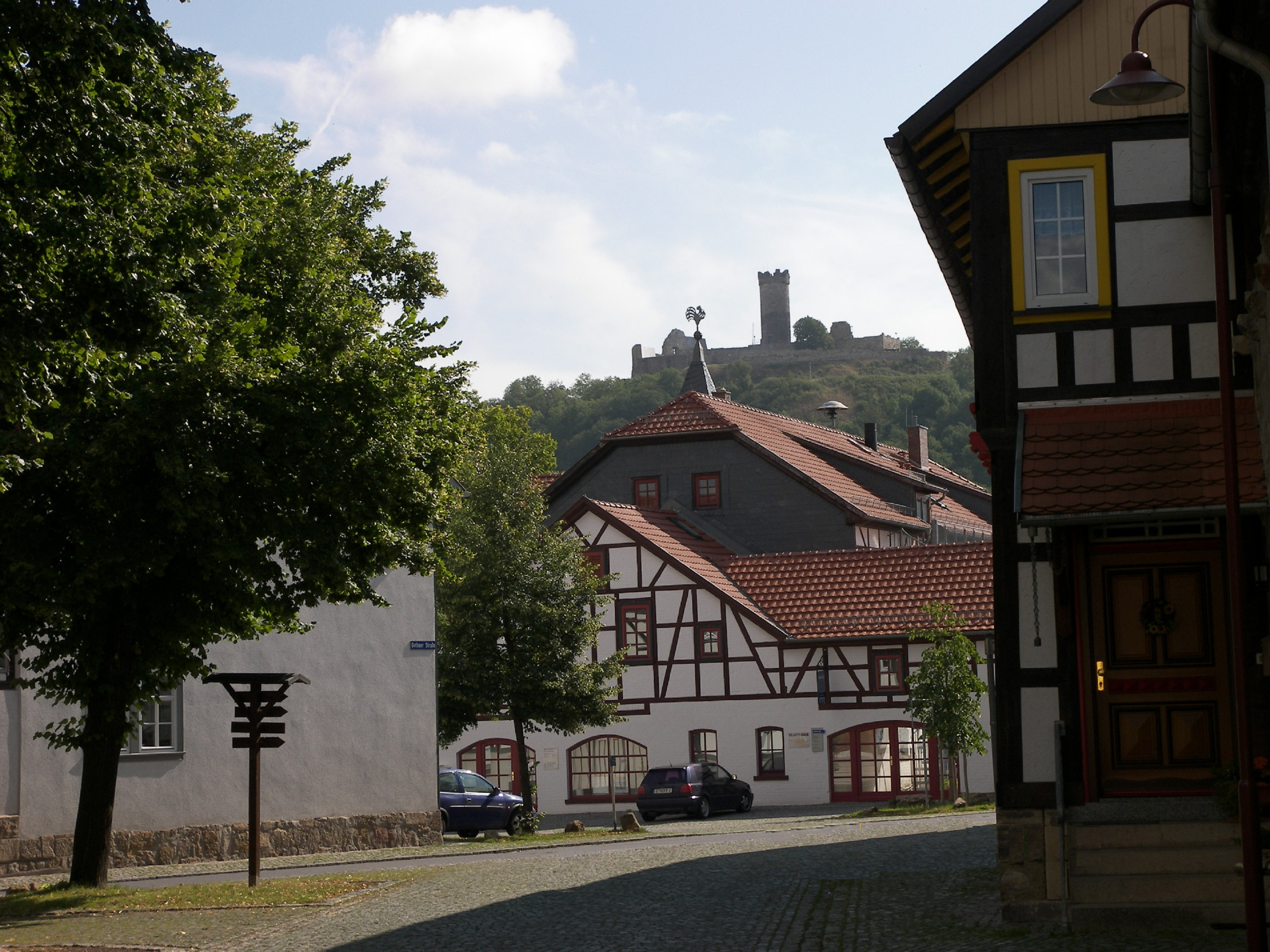
Blick aus der Gothaer Straße auf das Gemeindehaus mit der Mühlburg im Hintergrund

## Geschichte

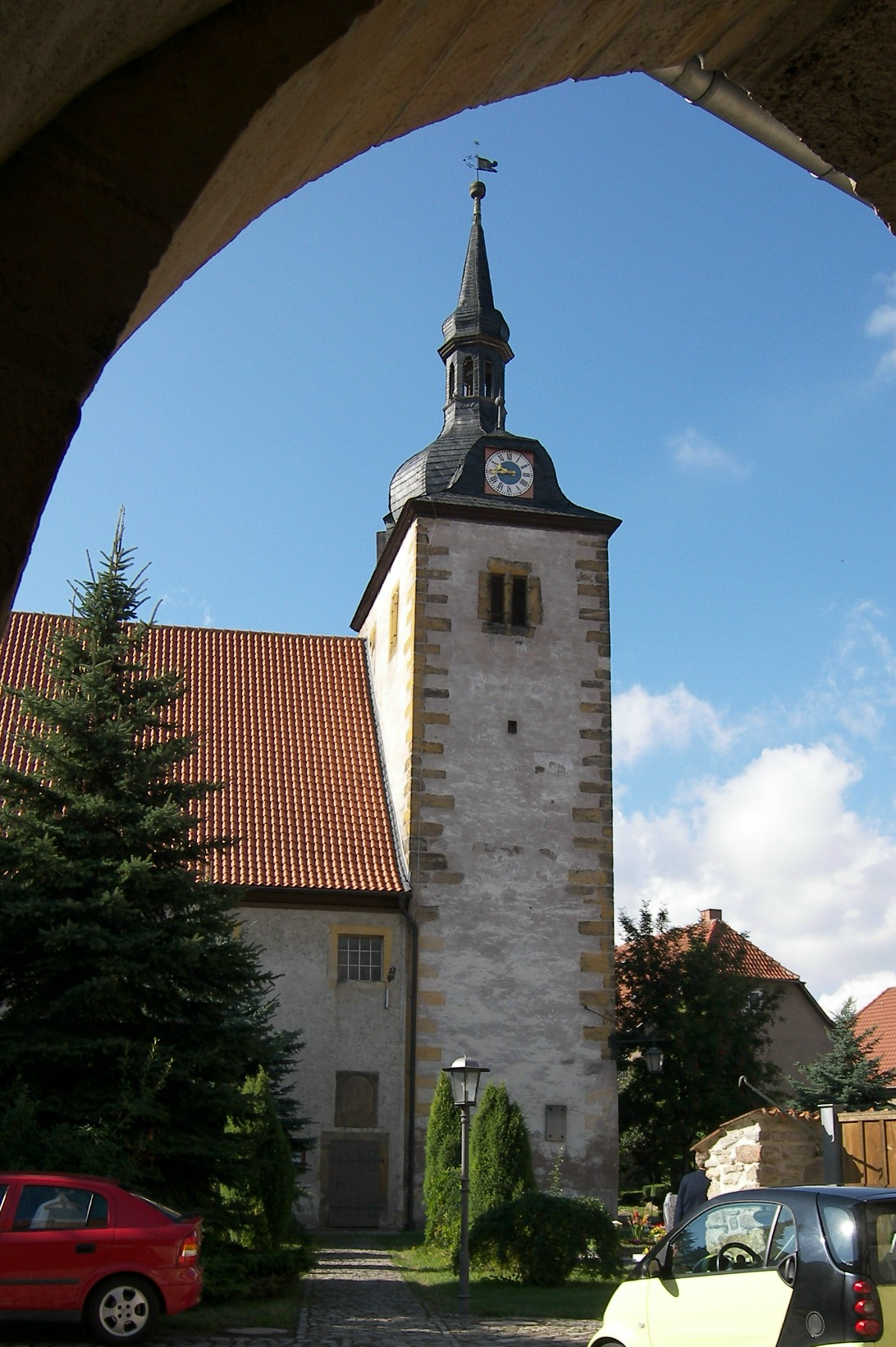
Nordseite der Kirche St. Lukas

Am 1. Mai 704 wurde Mühlberg als Mulenberge zusammen mit Arnstadt und Großmonra in einer Schenkungsurkunde des Thüringer Herzogs Hedan II. an den angelsächsischen Bischof Willibrord von Utrecht urkundlich erwähnt. 740 durchreiste Bonifatius den Ort. 1130 erwarb der Erzbischof von Mainz Adalbert I. die Ortslage. Im 13. Jahrhundert wurde in Mühlberg durch Graf Meinhard eine Münzprägestätte gegründet. Sie wurde 1530 vom Mainzer Erzbischof Johannes I. erneuert. Im Jahr 1242 erhielt der Ort das Marktrecht. Die Stadt Erfurt erwarb 1357 das Dorf aus Mainzer Besitz. 1517, bereits sieben Jahre nach der Proklamation der Thesen von Martin Luther, übernahm Mühlberg die evangelische Lehre. 1525 zogen 44 Mühlberger nach Erfurt und forderten ihre Rechte, Hans Hayder, der Bauernführer, wurde enthauptet. Die Pest wütete von 1536 bis 1538 in Mühlberg.
Im Lauf der nachfolgenden Jahrhunderte wechselten die Besitzverhältnisse häufig. 1665 wurden die Kurmainzer wieder Besitzer. Ein Großbrand raffte im Jahre 1709 151 Häuser, 104 Scheunen und 109 Ställe nieder. Einem erneuten Brand im Jahre 1734 fielen 115 Wohnhäuser, 97 Scheunen und 215 Ställe zum Opfer. 1746: Es brannten 53 Gebäude. Von der Bedeutung des Ortes zeugt, dass es 1775 in Mühlberg sechs Freihöfe gab. 1802 wurde die Exklave Mühlberg im Zuge des Reichsdeputationshauptschlusses preußisch und zwischen 1807 und 1813 gehörte sie zum französischen Fürstentum Erfurt. Mit dem Wiener Kongress wurde der Ort mit dem benachbarten Orten Röhrensee, Ringhofen, Wandersleben und der Burg Gleichen als Exklave Teil des Regierungsbezirks Erfurt, Landkreis Erfurt.
Nach der Flurbereinigung von 1822 wurde 1825 im Apfelstädter Ried mit dem Torfstechen begonnen. Im Jahre 1651 erließ Herzog Ernst der Fromme aus Gotha eine Feuerrüstungsordnung, nach der die Orte im Herzogtum eigene Feuerwehren bereitstellen mussten. Auf Grund dessen wurde auch in Mühlberg 1875 die Feuerwehr gegründet. 1894 brannte das Rathaus ab. 1899 wurde die ehemalige Springmühle zur Holzwarenfabrik umgebaut. In den Räumen des Vorwerks wurde 1904 eine Molkerei gegründet. Weitere erwähnenswerte Geschichtsdaten sind die Gründung der LPG Typ III (1953), 1250-Jahr-Feier und Gründung des Heimatbundes (1954), Aufnahme des Ortes in das Modellvorhaben „Städtebauliche Erneuerung von Bund und Land“ (1990), Sanierung des Rathauses (1993), Fertigstellung der Gesamtsanierung des Vorwerkes und der Kulturscheune (1999).

## Politik
Erst mit der Neugliederung des Landes 1945 kam Mühlberg zum Land Thüringen und gehört seitdem zum Landkreis Gotha. 1952 wurde dieser ein Teil des neu gebildeten Bezirks Erfurt, der bis zur Neugründung des Landes Thüringen im Jahr 1990 Bestand hatte. Am 21. Mai 1992 schloss sich die Gemeinde mit den Nachbargemeinden Grabsleben, Seebergen und Wandersleben zur Verwaltungsgemeinschaft Drei Gleichen zusammen. Aus diesem Zusammenschluss entstand zum 1. Januar 2009 die Gemeinde Drei Gleichen. Letzter Bürgermeister vor der Auflösung war Karsten Ullrich (CDU), der heute das Amt des Ortsteilbürgermeisters bekleidet.

### Einwohnerentwicklung
Entwicklung der Einwohnerzahl (31. Dezember):
| - 1994 – 1.270 - 1995 – 1.273 - 1996 – 1.272 - 1997 – 1.291 - 1998 – 1.302 | - 1999 – 1.330 - 2000 – 1.341 - 2001 – 1.341 - 2002 – 1.341 - 2003 – 1.319 | - 2004 – 1.336 - 2005 – 1.328 - 2006 – 1.327 - 2007 – 1.326 - 2008 – 1.306 |

Datenquelle: Thüringer Landesamt für Statistik

## Wappen
Das Wappen wurde am 24. November 1994 genehmigt.
Blasonierung: „In Rot eine auf einem grünen Berg stehende silberne Burg mit einem gezinnten Turm in der Mitte, rechts von einem silbernen Mühlrad, links von einem silbernen sechsspeichigen Rad begleitet; der Berg ist mit einem silbernen Wellenbalken belegt.“
Mühlberg gilt als die älteste Gemeinde Thüringens und der neuen Bundesländer; ihre Ersterwähnung war im Jahr 704. Das Wappen stellt die Mühlburg, eine der Drei Gleichen, dar. Der Weidbach, der den Ort durchfließt, wird durch einen Wellenbalken verdeutlicht. Auf die ehemalige Zugehörigkeit von Mühlberg zum Erfurter Landgebiet weist das silberne sechsspeichige Rad hin, das gleichzeitig Ausdruck für den durch den Ort führenden historischen Handelsweg ist. Mühlrad und Berg schließlich stehen für die volksetymologische Deutung des Ortsnamens.
Das Wappen wurde vom Erfurter Heraldiker Frank Diemar gestaltet.

## Kultur und Sehenswürdigkeiten

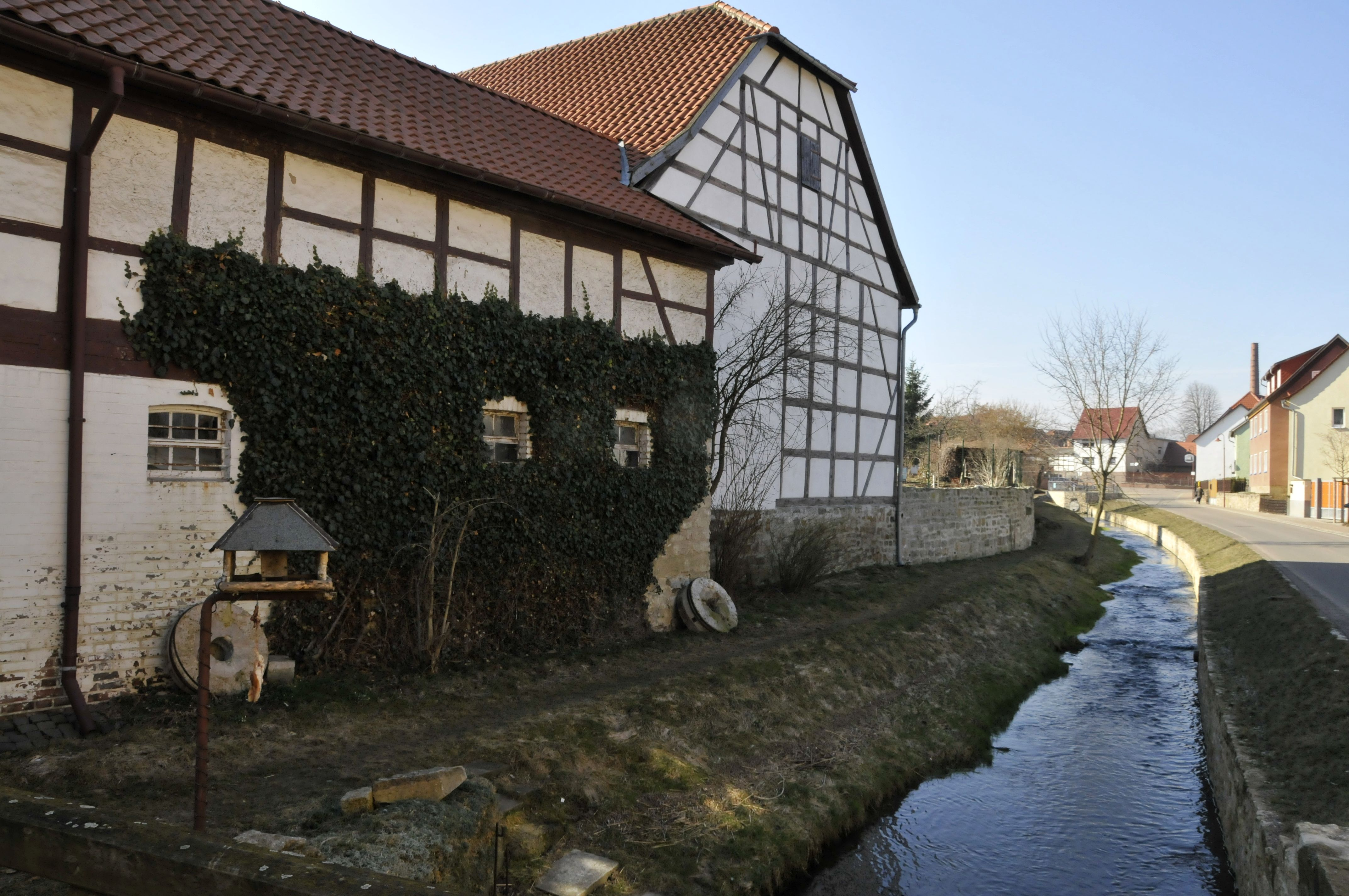
Steigmühle

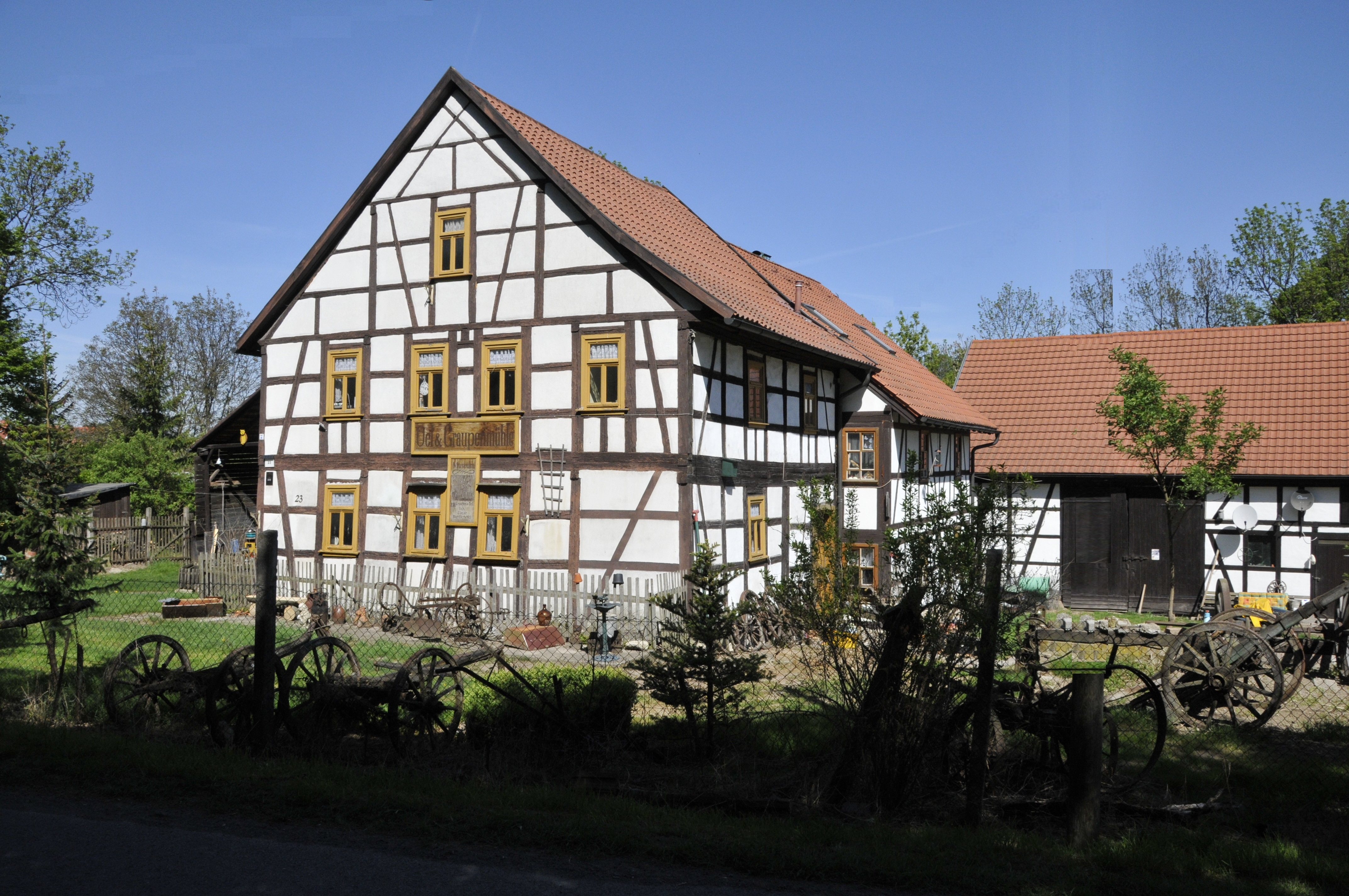
Öl- und Graupenmühle

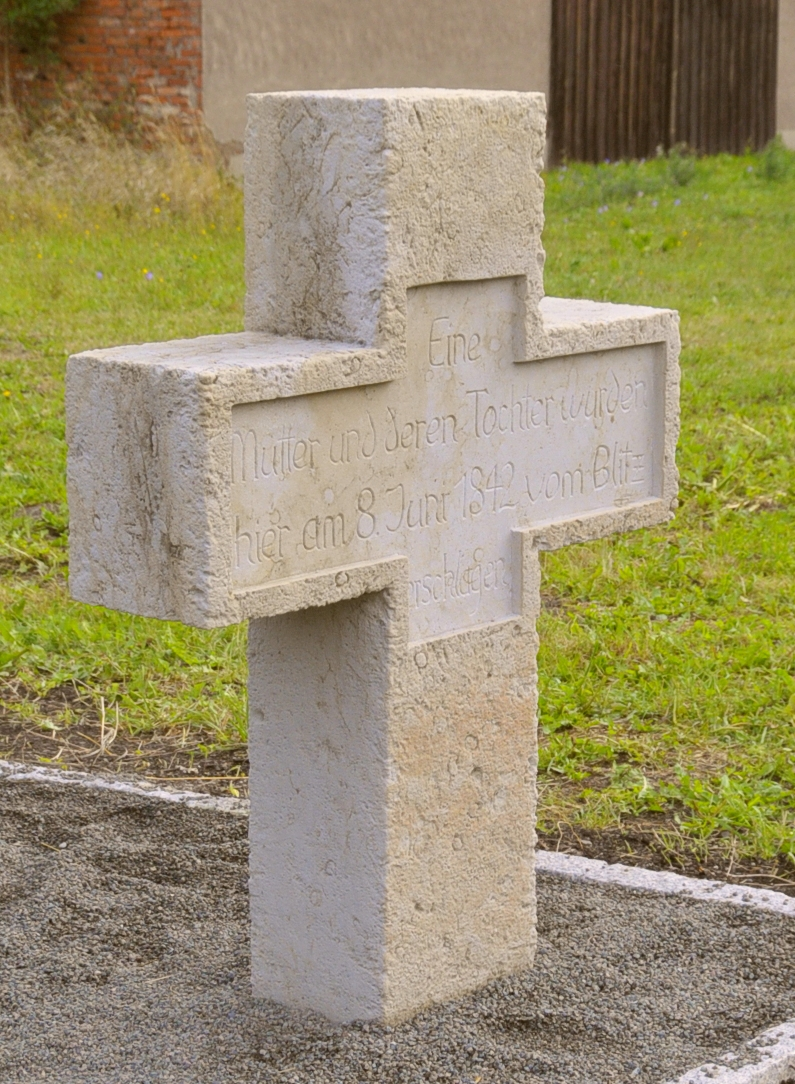
Steinkreuz

Siehe auch: Liste der Kulturdenkmale in Drei Gleichen (Gemeinde)
- Durch den Ort führt der Panoramaweg des Geoparks, der die aufgeführten Objekte berührt.
- Die wichtigste Sehenswürdigkeit ist die sich am Ostrand des Ortes erhebende Mühlburg, eine der Drei Gleichen.
- Des Weiteren ist der Mühlberger Spring, eine kräftige Karstquelle, sehenswert.
- Beachtenswert ist auch die 726 erstmals erwähnte mittelalterliche Wehrkirche St. Lukas.
- Mühlberg hatte einige Mühlen, die durch den hauptsächlich vom Spring gespeisten Weidbach betrieben wurden. Die älteste und größte Mühle des Ortes ist die Steigmühle. Sie wurde erstmals 1249 erwähnt und bis 1970 betrieben. Das oberschlächtige Mühlrad hat einen Durchmesser von fünf Metern. Gustav Freytag erwähnt die Mühle in seinem Roman Das Nest der Zaunkönige.
- Gut Ringhofen: Der am Ortsrand in Richtung Wechmar liegende Hof gehört zu den ältesten erwähnten Einzelhöfen Thüringens. Seine Erbauungszeit liegt im 10. Jahrhundert als Vorwerk der Burg Gleichen. 1816 schenkte der preußische König dem in den Befreiungskriegen hochverdienten Offizier Karl von Müffling das Gut. Hier und in Erfurt verbrachte er seine letzten vier Lebensjahre.[3] Heute befindet sich auf dem Gut ein Reiterhof sowie ein Golfresort mit Restaurant und Hotel.
- Witternscher Hof: Familie Witterda wird 1555 erstmals in einem Lehensbrief genannt. 1619 änderte die Mühlberger Linie ihren Namen in von Wittern. 1755 wird als Besitzer Johann Heinrich Beck genannt; der Grabstein der Familie ist heute noch auf dem Mühlberger Friedhof zu sehen. 1953 bis nach 1990 wurde das Gut durch die LPG und wird heute als Bauernhof in privater Hand genutzt.
- Rathaus am Marktplatz: Es wurde 1525 erstmals erwähnt, war 1894 das Opfer eines Brandes und wurde zwei Jahre später wieder neu errichtet. 1992/93 wurde es komplett saniert und modernisiert. Heute beherbergt es eine Gaststätte, Privatwohnungen und Vereinsräume. Vor dem Rathaus stand als Naturdenkmal bis zum Juli 2014 eine Dorflinde, in die jedoch der Blitz einschlug. Da sich nach dem Einkürzen kein neuer Austrieb feststellen ließ, wurde die Linde Ende Juli 2017 gefällt. Eine Ersatzpflanzung wurde im November 2017 in der Nähe vorgenommen. Auf dem Marktplatz befindet sich auch ein alter Laufbrunnen sowie ein Waidmühlstein.

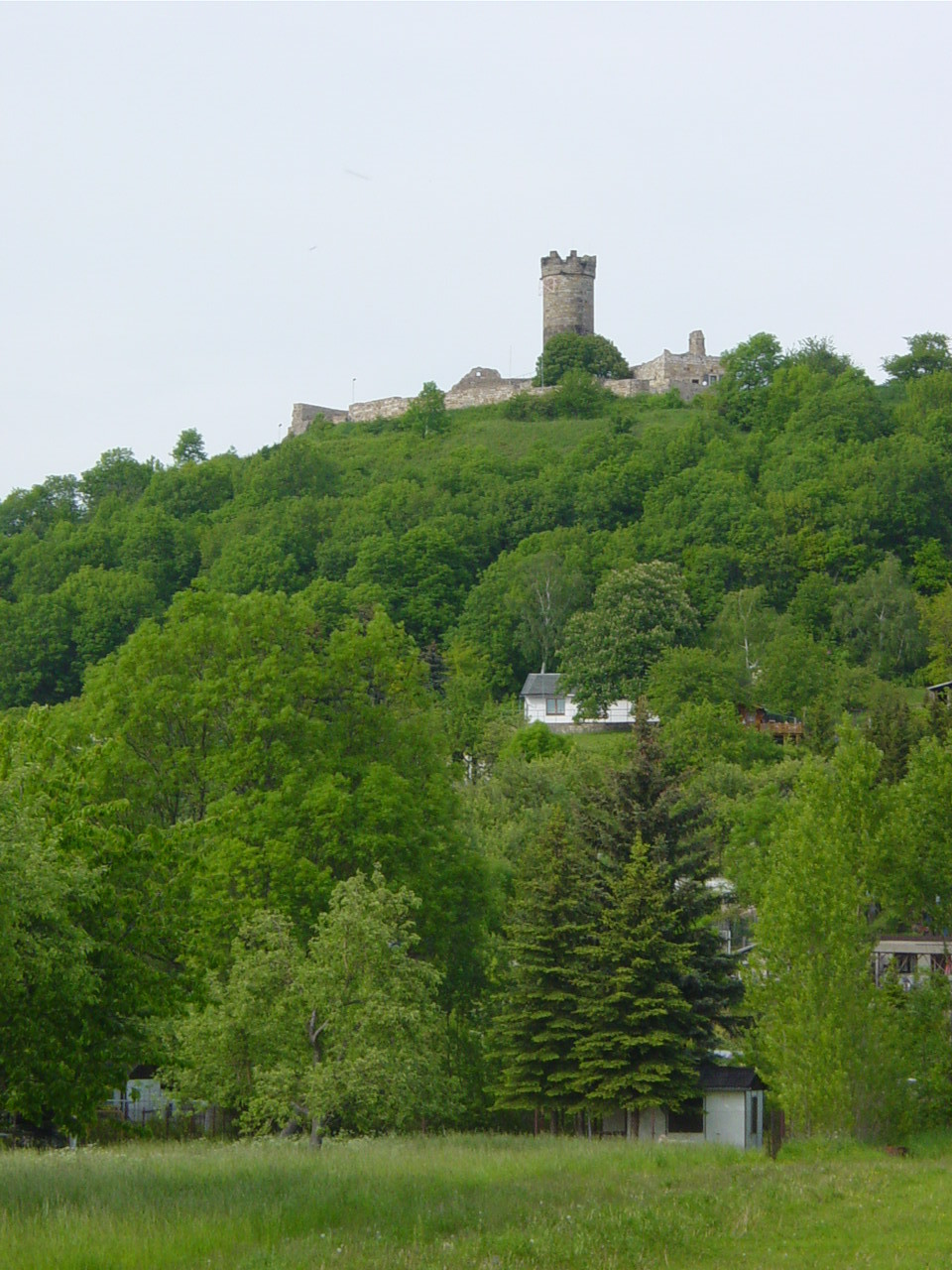
Ruine der Mühlburg

- Im Südwesten des Orts, erreichbar ab dem Spring über den Wanderweg des Geoparks, durch den Saugraben, an der Grenze zum Ohrdrufer Truppenübungsplatz, die Flurbezeichnung Auf der Ave Maria. Hier stand im Mittelalter eine kleine Kapelle, von der jedoch nur noch ein halb vergrabener Mauerstein zu erkennen ist.
- Etwa 1500 m weiter nordwestlich ist der Ringhofer oder Bergmannsteich: hier wurde im späten 18. Jahrhundert in einem kleinen Vitriol-Bergwerk auch eine minderwertige Steinkohle abgebaut, um unter anderem eine Ziegelhütte zu betreiben. Das Bergwerk ging in die thüringische Technik-Geschichte ein: vom späteren Ingenieur-Leutnant Carl Christoph Besser, der von 1763 bis 1774 bei dem Bergwerk tätig war, wurde hier die erste funktionsfähige Dampfmaschine Thüringens aufgebaut und über Wochen in Betrieb gehalten, sie diente zum permanenten Fördern des Grubenwassers und wurde von zwei Heizern/Maschinisten Tag und Nacht am Laufen gehalten. Das Bergwerk ging jedoch an wirtschaftlichen und finanziellen Fehlentscheidungen zu Grunde. Der vielseits talentierte Besser wurde später vom Herzog Ernst als Ingenieur und Architekt beim Bau der Seeberg-Sternwarte und anderer Projekte in Gotha eingesetzt und verlor das Interesse am Maschinenbau.[4]
- Im Osten der Mühlberger Gemarkung findet sich der Heiliger-Kreuz-Graben. Nur noch Fundamente sind von der früheren Kapelle Zum Heiligen Kreuz erhalten, das den Fuhrleuten an der hier verlaufenden alten Kupferstraße zur Andacht diente. Nach der Reformation verlor die Kapelle ihre Bedeutung und verfiel.
- Etwas weiter trifft der Wanderer auf den Erdfall Schmallthal, einen Erdeinsturz, der sich durch natürliche Auslaugungen von Gipsgesteinen im Erdreich und den hierauf folgenden Hohlräumen bildete. Er entstand im 19. Jahrhundert, wurde jedoch zwischenzeitlich verfüllt.
- Am Ortsausgang in Richtung Röhrensee wurde am 8. September 2013, dem Tag des Offenen Denkmals 2013, die Nachbildung eines Steinkreuzes feierlich errichtet, das an einen tragischen Unglücksfall am 8. Juni 1842 erinnert, bei dem die 32-jährige Müllerin Friederike Thiel (geb. Steubert, Tochter des Steigmüllers) und ihre 10-jährige Tochter Albertine vom Blitz erschlagen wurden. Das ursprüngliche Steinkreuz (etwa um 1450) verschwand im Jahre 1982 spurlos und konnte trotz aller Bemühungen bislang nicht wiedergefunden werden. Die Nachbildung wurde aufgrund von alten Fotografien auf Initiative eines Mühlberger Kulturvereins in einem Wechmarer Steinmetzbetrieb angefertigt. Ursprünglich beschrieb der Mühlberger Lehrer Karl Heepe (1861–1951) das Steinkreuz 1916 in der Zeitschrift des Thüringerwald-Vereins und machte es somit weithin bekannt. 1964 wurde das Kreuz letztmals unversehrt fotografiert. 1971 war es stark beschädigt und abgebrochen.[5]
- Kurz vor der Röhrenseer Gemarkungsgrenze findet sich die Wüstung Neusis, die wie beispielsweise die Siedlungen Wächs und Matern (beide in der Ortslage des nahen Grabsleben) Opfer des Dreißigjährigen Kriegs geworden ist.

Über die Schlossleite führt der Hauptwanderweg Jena-Eisenach sowie der Gustav-Freytag-Weg, ein Wanderweg, der von der Burg Gleichen über die Mühlburg bis zur Veste Wachsenburg führt. Auf der Schlossleite findet sich außer der Mühlburg mit der Radegundis-Kapelle
- der Aussichtspunkt Triniusblick. Ende des 19. Jh. wurde dieser Aussichtspunkt zu Ehren des Schriftstellers August Trinius errichtet, dem Verfasser des Rennsteiglieds und verschiedener Wanderbücher.
- das Geotop Am Eckardtshög. Hier erhält man Einblick in Erdschichten und Gipsgestein (Heldburg-Gips) mit einem Alter von rund 225 Mio. Jahren. Der Gips wurde in kleinen Steinbrüchen abgebaut (beispielsweise beim Geotop am Blumenberg und im Alabasterbruch unterhalb der Wachsenburg) und als Baumaterial verwendet.
- die Quelle Eymersborn. Ihr Wasser speist die Torfstiche an der Nordseite der Schlossleite im Gleichental.
- Grenzsteine: Schon im 16. Jahrhundert wurden Grenzen durch Steine markiert, die die Hoheitszeichen der Herrschaft, dem Jahr der Steinsetzung und einer fortlaufenden Nummer trugen. Entlang des Gustav-Freytag-Wegs und am Nordhang der Schlossleite entdeckte der Wanderer etwa 80 dieser Steine, die das Mainzer Rad als Zeichen der Mainzer Hoheit und die Zahl 1777 tragen. Der damalige Landesherr, Erzbischof und Kurfürst zu Mainz, Friedrich Karl Joseph von Erthal, besuchte 1777 die Stadt Erfurt und die Mühlburg. Ihm zu Ehren wurden im Bereich der Schlossleite Grenzsteine gesetzt und auf dem Erfurter Domplatz der Erthal-Obelisk aufgestellt.

## Wirtschaft und Infrastruktur
Die für den Ort wichtigsten Wirtschaftszweige sind Landwirtschaft, Kleingewerbe, Handwerk und Tourismus. Die größten Betriebe sind
- die Agrargenossenschaft Drei Gleichen e.G. als wirtschaftliche Nachfolgerin der ehemaligen LPG. Sie betreibt mit 28 Mitarbeitern neben dem üblichen Agrargeschäft, das in der Putenaufzucht (20.000 Tiere, Stand 2012) sowie in der Pflanzenproduktion auf rund 2.500 ha Ackerbaufläche besteht, auch den Handel mit Traktoren und Landmaschinen und bewirtschaftet das Gut Ringhofen mit der Gaststätte Taubennest, einem 18-Loch-Golfplatz mit Golfschule, einer Pension, einem Reiterhof und einem Campingplatz.
- die Biorecycling Spezialerdenproduktion und Vertriebs GmbH
- zwei Landschlachthöfe
- einen weiteren Reiterhof
- eine Tankstelle.

Darüber hinaus stehen sieben Gastronomiebetriebe, Pensionen und Privatquartiere zur Verfügung.

### Verkehr

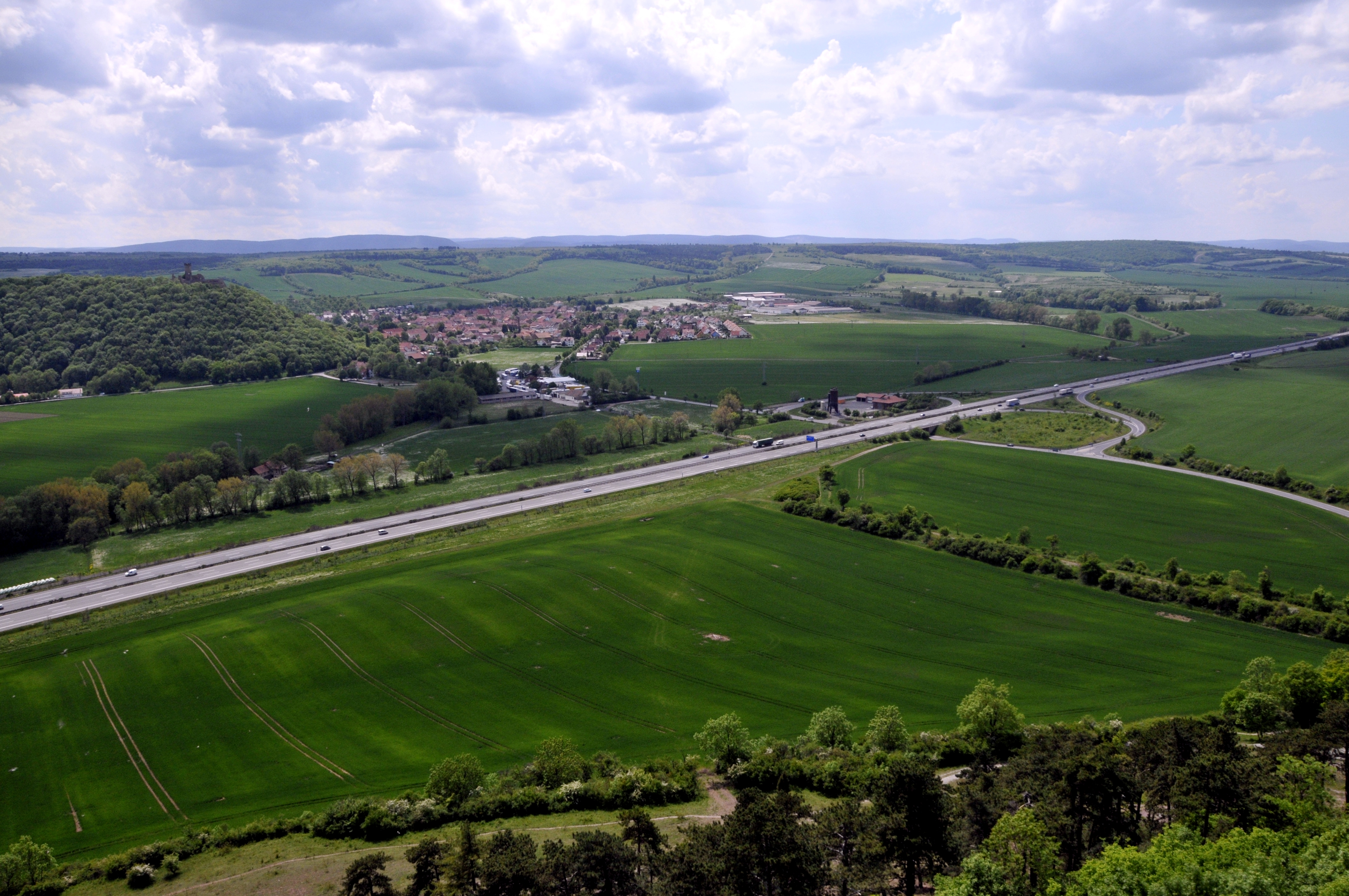
Die Autobahnanschlussstelle Wandersleben auf Mühlberger Gemeindegebiet, links die Mühlburg

Mühlberg liegt an der Landstraße L1045 von Arnstadt über Holzhausen (hier steht die Wachsenburg), Röhrensee, Wechmar, Günthersleben nach Gotha. Weiterhin gibt es eine Straßenverbindung zum 4 km nördlich gelegenen Wandersleben. Dort befindet sich der nächstgelegene Bahnhof. Unmittelbar am Nordrand des Ortes verläuft die Autobahn A 4 mit der Anschlussstelle Wandersleben.
Von Mühlberg gibt es mehrere Linienbus-Verbindungen, darunter solche nach Erfurt, Gotha und Arnstadt. Seit April 2008 gehört der Ort zum Gebiet des Verbundtarifes Mittelthüringen.

## Persönlichkeiten
- Die Müllersche Pfarrersfamilie:
  - Johann Friedrich Müller übernahm 1828 die Mühlberger Pfarrstelle, nachdem er vorher in Windischholzhausen gewirkt hatte. Verheiratet war er mit Caroline Trommsdorf, der Tochter des berühmten Erfurter Apothekers Johann Bartholomäus Trommsdorff. Das Ehepaar hatte sechs Kinder, von denen zwei in Mühlberg geboren sind. 1843 starb Caroline, und J. F. Müller heiratete zwei Jahre später Karoline (1795–1861), Tochter von Johann Melchior Möller, Pfarrer in Stotternheim, und zeugte auch mit dieser Frau sechs Kinder.
  - „Fritz“ Müller, Sohn aus erster Ehe, (* 31. März 1821 in Windischholzhausen; † 21. Mai 1897 in Blumenau, Brasilien) wurde ein bekannter Biologe. Er wanderte nach Brasilien aus, wo er als Lehrer, Farmer und Naturforscher arbeitete. Er leistete wesentliche Erkenntnisse zur Naturgeschichte des Regenwaldes und war wie sein Bruder Hermann Anhänger der Darwinschen Evolutionstheorie.
  - Hermann Müller, ebenfalls Sohn aus erster Ehe, (* 23. September 1829 in Mühlberg; † 25. August 1883 in Prad am Stilfserjoch, Südtirol), Botaniker. Er studierte von 1848 bis 1852 an den Universitäten von Halle und Berlin und promovierte in Jena, bevor er von 1855 bis 1883 im westfälischen Lippstadt Lehrer an einem naturwissenschaftlichen Realgymnasium wurde. Auch er war mit Darwin befreundet. Er gilt als Begründer der Koevolutionstheorie.
  - Wilhelm Müller, letzter Sohn aus zweiter Ehe, (* 17. Februar 1857 in Mühlberg; † 18. Februar 1940 in Greifswald). Nach dem Grundschulbesuch in Mühlberg folgte er seinem Bruder Hermann nach Lippstadt und besuchte dort das Ostendorf-Gymnasium. Danach studierte er Naturwissenschaften in Jena, sehr zur Freude von Hermann, und weilte von 1883 bis 1885 bei seinem Bruder Fritz in Brasilien. Ebenfalls Anhänger Darwins lehrte er ab 1886 an der Ernst-Moritz-Arndt-Universität in Greifswald als Leiter des Zoologischen Instituts.
- Justus Menius war 1523 Vikar und Diakon in Mühlberg
- August Hermann (1851–1937), deutscher Rittergutsbesitzer und Politiker
- Sebastian Helbig * 25. April 1977 in Gotha, ehemaliger Fußballprofi

## Trivia
Die Mühlberger nennen sich selbst und werden von den Bewohnern der benachbarten Gemeinden Kameruner genannt. Der Grund ist (derzeit) nicht bekannt.